# 기요하라노 모토스케
기요하라노 모토스케(일본어: 清原元輔, 908년 ~ 990년)는 일본 헤이안 시대의 시인, 관리이다. 기요하라노 후카야부(清原深養父)의 손자이자 기요하라노 하루미쓰(清原春光)의 아들이다. 조정의 주요 관직을 역임하는 한편, 서부 지방에 지방관으로도 부임했었다. 시작(詩作)에도 밝았다. 그의 딸이 세이 쇼나곤이다.

## 와카
```
약속했을 텐데. 서로 눈물 흘리고 소매를 적시며, 스에노 마쓰야마, 파도가 못 넘는 것처럼 절대로 마음이 변하지 않을거라고.
ちぎりきな かたみに袖を しぼりつつ 末の松山 波こさじとは
```